# Franz Hofer (Filmregisseur)
Franz Hofer (eigentlich Franz Wygand Wüstenhöfer, * 31. August 1882 in Saarbrücken; † 5. Mai 1945 in Berlin) war ein deutscher Filmregisseur.

## Leben
Er war der zweite Sohn des Eisenbahn-Betriebsinspektors Carl Wüstenhöfer und seiner Ehefrau Maria, geborene Müller. Wie viele andere Regisseure kam auch Hofer über das Theater zum Film. Er arbeitete von 1909 bis 1911 als Autor am Central-Theater in Berlin, wo er sich auch als Schauspieler, Dramaturg und Regisseur betätigte. 1910 heiratete er die Schauspielerin Paula Klär, die später in mehreren seiner Filme mitwirkte.
Von 1910 an schrieb er Drehbücher und 1913 verwirklichte er seinen ersten Film – Des Alters erste Spuren – als Regisseur für die Luna Film. Hofer erwies sich bei der Art der verfilmten Stoffe als sehr flexibel, er filmte Detektivfilme, Dramen und Komödien. Bemerkenswert ist die Rolle der Frau in seinen Filmen. Sie hinterlassen in Filmen wie Die schwarze Kugel einen sehr emanzipierten Eindruck. Für Hofer spielten Leute wie der spätere Regisseur Ernst Lubitsch, der später bekannte Schauspieler Hans Albers sowie die früh verstorbene Dorrit Weixler. Mit seinen Filmen Deutsche Helden und Weihnachtsglocken 1914 gehörte er zu den Ersten, die den Ersten Weltkrieg thematisierten. Hofer drehte in der Folge für verschiedene Produktionsgesellschaften Filme, bis er sich 1920 selbständig machte.
Er konnte aber mit seinen Filmen nicht mehr an die Erfolge früherer Tage anknüpfen. Der Misserfolg seiner eigenen Produktionen machte es für ihn nötig, ab 1927 wieder für andere Gesellschaften als Regisseur tätig zu werden. Alle seine seitdem gedrehten Filme waren weder beim Publikum noch bei Kritikern erfolgreich. Sein letzter Film war Drei Kaiserjäger aus dem Jahr 1933.
Obwohl er zum 1. Mai 1932 der NSDAP beitrat (Mitgliedsnummer 1.105.143) und sich dann am 4. April 1933 der NS-Betriebszellen-Organisation deutschstämmiger Filmregisseure anschloss, erhielt er auch in der Zeit des Nationalsozialismus keine Filmaufträge mehr. Er wandte sich nun wieder dem Theater zu und schrieb mehrere Bühnenstücke, von denen die meisten von den Theateragenturen und Verlagen abgelehnt wurden. Zur Aufführung gelangten das Drama Schill (1932, Berlin), das Schauspiel Der Sprung ins Feuer (1938, Meiningen) und das Lustspiel Braut auf Abruf (1944, Stadttheater Görlitz).
Von seinen letzten Lebensjahren ist nicht viel bekannt. Zeitweise fungierte er als Kreiskulturhauptstellenleiter in Berlin-Schöneberg. Franz Hofer starb in den letzten Tagen des Zweiten Weltkriegs im Franziskus-Krankenhaus in Berlin.
Hofer war einer der ganz frühen deutschen Autorenfilmer. Nur 15 seiner 84 Filme haben „überlebt“ (Stand: 1999). Bemerkenswert ist, dass Hofer von der Filmgeschichte offensichtlich „vergessen“ wurde. In vielen Filmlexika findet sich, soweit er überhaupt erwähnt ist, nur der Hinweis auf den Film Fräulein Piccolo 1915, das wohl auch nur aufgrund der Tatsache, dass Ernst Lubitsch in diesem Film eine Rolle spielt. Erst 1990 wurde Hofer und seine Filme beim 9. Internationalen Stummfilmfestival in Pordenone wiederentdeckt.
Seine frühen Filme zeigen ein vielfältiges Bild des deutschen Kinos im Kaiserreich. Die Zeit des deutschen Films steht vor 1919 noch immer im Schatten der „klassischen“ Zeit ab Das Cabinet des Dr. Caligari.
1999 würdigte ihn seine Geburtsstadt Saarbrücken im Rahmen ihrer 1000-Jahr-Feier mit einer Retrospektive seiner erhaltenen Filme.

## Filmografie (Auswahl)
- 1913: Wer ist der Täter?
- 1913: Das rosa Pantöffelchen
- 1913: Hurrah! Einquartierung!
- 1913: Die schwarze Natter
- 1913: Die schwarze Kugel
- 1914: Das Liebesbarometer
- 1914: Ein seltsames Gemälde
- 1914: Der unsichtbare Zeuge
- 1914: Fräulein Piccolo
- 1914: Deutsche Helden
- 1914: Weihnachtsglocken 1914
- 1915: Fräulein Hochgemuth
- 1915: Das Geheimnis einer Nacht
- 1915: Kammermusik
- 1915: Ein verliebter Racker
- 1915: Papa Schlaumeyer
- 1915: Der Eremit
- 1915: Jahreszeiten des Lebens
- 1916: Wir haben’s geschafft
- 1916: Heidenröschen
- 1916: Das Riesenbaby
- 1916: Seltsame Menschen
- 1916: Der gepumpte Papa
- 1916: Tote Gedanken
- 1917: Der Theaterprinz
- 1917: Die Nottrauung
- 1917: Das zweite Ich
- 1917: Die Glocke
- 1917: Fräulein Pfiffikus
- 1917: Das Luxusbad
- 1918: Das Patschuli-Mäuschen
- 1918: Der Bettler von Savern
- 1927: Vom Leben getötet
- 1928: Notschrei hinter Gittern
- 1929: Madame Lu, die Frau für diskrete Beratung
- 1933: Drei Kaiserjäger

## Franz-Hofer-Preis
Zu seinen Ehren vergab das Filmhaus Saarbrücken von 2002 bis 2013 jährlich den Franz-Hofer-Preis für eine hervorragende Leistung im deutschen und internationalen Film. Die Preisträger sind
- 2002: Rolf Teigler für seinen Dokumentarfilm Outlaws
- 2003: Lars von Trier für Dogville
- 2004: Steffen Hillebrand und Oliver Paulus für Wenn der Richtige kommt
- 2005: Thomas Grube und Enrique Sánchez Lanch für Rhythm is it!
- 2006: Christian Moris Müller für Vier Fenster
- 2007: Hinnerk Schönemann
- 2008: Franziska Weisz
- 2009: Hanno Koffler
- 2010: Anna Fischer
- 2011: Ludwig Trepte
- 2012: Mark Waschke
- 2013: Robert Gwisdek